# Dīmītrīs Daskalakīs
Dīmītrīs Daskalakīs (in greco: Δημήτρης Δασκαλάκης; Atene, 18 novembre 1977) è un ex calciatore cipriota, di ruolo difensore.

## Carriera

### Club
Ha giocato nella massima serie cipriota con APOEL Nicosia e AEK Larnaca.

### Nazionale
Ha esordito con la nazionale cipriota nel 2001, giocando 11 partite fino al 2008.